# I Ran (So Far Away)
I Ran (So Far Away) (oft abgekürzt als I Ran) ist ein Lied von A Flock of Seagulls aus dem Jahr 1982, das von Mike Score, Ali Score, Frank Maudsley und Paul Reynolds geschrieben wurde. Es erschien auf dem selbstbetitelten Album und wurde von Mike Howlett produziert.

## Geschichte
In einem Interview gab Mike Score zwei Quellen der Inspiration zum Schreiben des Lieds an. Die Mitglieder von A Flock of Seagulls besuchten des Öfteren Eric’s Club in Liverpool, in dem eine der dort auftretenden Bands zuvor einen Song mit dem Titel I Ran sangen. Score stieß dadurch auf eine Grundlage für den Refrain. Für den Rest kam der Gedanke durch ein Plakat von Zoo Records. Die Band konsultierte das Plattenlabel, um einen Plattenvertrag abzuschließen und nutzte das Plakat auch als Vorbild für das Plattencover ihres ersten Albums.
I Ran (So Far Away) wurde in den Battery Studios in London aufgenommen. Es ist den Musikrichtungen Synthiepop und New Wave zuzuordnen. Den Noten zufolge weist der Song ein Tempo von 145 BPM auf. Mit einer Akkordfolge von A-G-A-G und F-G-A in den Refrains ist der Song in A-Moll geschrieben. Im Intro des Lieds und in den musikalischen Zwischenspielen werden kurze Gitarrenriffs gespielt, die den Eindruck eines Echos erwecken. Der Gitarrist Paul Reynolds trat in die Band ein, als der Song komponiert wurde, es wurden noch ein paar Gitarrenriffs nachträglich eingefügt, die Reynolds dann spielte. Im Song geht es um einen Mann, der sich in eine Frau verliebt hat und versucht den Gefühlen zu widerstehen. Zudem sieht er ein Polarlicht am Himmel, und Außerirdische entführen sodann seine Geliebte.
Die Single wurde im März 1982 veröffentlicht. In Australien wurde I Ran (So Far Away) ein Nummer-eins-Hit. Im Videospiel Grand Theft Auto: Vice City ist das Lied auf dem Radiosender Wave 103 zu hören.

## Kommerzieller Erfolg

### Chartplatzierungen
| ChartsChartplatzierungen       | Höchstplatzierung | Wochen |
| ------------------------------ | ----------------- | ------ |
| Deutschland (GfK)              | 31 (16 Wo.)       | 16     |
| Vereinigte Staaten (Billboard) | 9 (22 Wo.)        | 22     |
| Vereinigtes Königreich (OCC)   | 43 (6 Wo.)        | 6      |

| ChartsJahrescharts (1982)      | Platzierung |
| ------------------------------ | ----------- |
| Vereinigte Staaten (Billboard) | 67          |

### Auszeichnungen für Musikverkäufe
| Land/Region                  | Auszeichnungen für Musikverkäufe (Land/Region, Auszeichnung, Verkäufe) | Verkäufe |
| ---------------------------- | ---------------------------------------------------------------------- | -------- |
| Neuseeland (RMNZ)            | Platin                                                                 | 30.000   |
| Vereinigtes Königreich (BPI) | Gold                                                                   | 400.000  |
| Insgesamt                    | 1× Gold · 1× Platin ·                                                  | 430.000  |

## Coverversionen
- 1997: Assemblage 23
- 2003: Bowling for Soup
- 2007: Jasmin Tabatabai
- 2008: Darude feat. Blake Lewis
- 2009: Slim Thug feat. Yelawolf
- 2013: Blind Passenger